# Euplassa inaequalis
Euplassa inaequalis är en tvåhjärtbladig växtart som först beskrevs av Johann Baptist Emanuel Pohl, och fick sitt nu gällande namn av Engler. Euplassa inaequalis ingår i släktet Euplassa och familjen Proteaceae. Inga underarter finns listade i Catalogue of Life.